# Shire of Harvey
Shire of Harvey is een Local Government Area (LGA) in de regio South West in West-Australië. Shire of Harvey telde 28.567 inwoners in 2016. De hoofdplaats is Harvey.

## Geschiedenis
Op 14 december 1894 werd het Brunswick Road District opgericht, een afscheuring van het grotere Wellington Road District. Het veranderde op 10 december 1909 van naam en werd het Harvey Road District. Ten gevolge van de Local Government Act van 1960 veranderde het district op 23 juni 1961 weer van naam en werd de Shire of Harvey.

## Beschrijving
Shire of Harvey is een landbouwdistrict in de regio South West. Het is ongeveer 1.760 km² groot en telt 42 kilometer kustlijn. Het district ligt 140 kilometer ten zuiden van de West-Australische hoofdstad Perth. Shire of Harvey telde in 2021 28.567 inwoners.

## Plaatsen, dorpen en lokaliteiten
- Australind
- Beela
- Benger
- Binningup
- Brunswick Junction
- Cookernup
- Harvey
- Hoffman
- Kemerton
- Leschenault
- Mornington
- Myalup
- Parkfield
- Roelands
- Uduc
- Warawarrup
- Wellesley
- Wokalup
- Yarloop

## Bevolking
| Jaar | Bevolkingsaantal |
| ---- | ---------------- |
| 1911 | 3.646            |
| 1921 | 3.950            |
| 1933 | 5.367            |
| 1947 | 5.589            |
| 1954 | 6.731            |
| 1961 | 6.834            |
| 1966 | 6.543            |
| 1971 | 6.460            |
| 1976 | 6.704            |
| 1981 | 8.027            |
| 1986 | 9.609            |
| 1991 | 12.367           |
| 1996 | 14.714           |
| 2001 | 17.224           |
| 2006 | 19.556           |
| 2011 | 23.237           |
| 2016 | 26.553           |
| 2021 | 28.567           |